# بلک هند
بِلَک هَند (انگلیسی: Black Hand) هنرمند دیوارنگار اهل ایران است. گاردین از او با عنوان بنکسی ایران نام برده است.
گرافیتی‌های بلک هند معمولا پیرامون سکسیسم، مسائل اجتماعی و تحولات خاورمیانه است.
بلک هند در طی مصاحبه ای که با گاردین داشته است اینطور میگوید که: «مردم حق دارند این هنر را ببینند. من هنر خیابانی را انتخاب کردم زیرا می‌خواهم از انحصار گالری‌ها محافظت کنم. جامعه فکری و هنری ما قدرت مردم عادی را دست کم گرفته و نادیده میگیرد.
من ترجیح می‌دهم کارم توسط همان افرادی دیده شود که به اندازه کافی جدی گرفته نمی‌شوند. من احساس می کنم که دیوارهای شهر من بوم نقاشی من هستند. این شهر بزرگترین گالری با بیشترین مخاطب است.»